# François Ponchaud
« Ponchaud » redirige ici. Pour l’article homophone, voir Poncho.
François Ponchaud, né le 8 février 1939 à Sallanches (Haute-Savoie) et mort le 17 janvier 2025 à Aix-en-Provence (Bouches-du-Rhône), est un prêtre catholique missionnaire français, auteur de plusieurs ouvrages consacrés à l'histoire du Cambodge. 

## Biographie

### Jeunesse
François Ponchaud est le septième d'une famille de douze enfants. Son père, Léon Ponchaud, exploitant agricole, était conseiller général de Sallanches (Haute-Savoie), engagé au MRP (Mouvement républicain populaire). Après être entré au séminaire, François Ponchaud  sert comme parachutiste en Algérie pendant vingt-huit mois puis il choisit d'intégrer la Société des Missions étrangères de Paris (MEP). 
Sa hiérarchie l'affecte au Cambodge et il quitte Marseille le 10 octobre 1965.

### Témoin des agissements des Khmers rouges
Témoin privilégié de l'évacuation de Phnom Penh par les Khmers rouges en avril 1975, François Ponchaud publie en 1977 un livre, Cambodge année zéro, qui fait découvrir au monde l'horreur du régime institué par les Khmers rouges : le livre décrit l'entrée des révolutionnaires dans Phnom Penh, l'exode forcé de toute la population. Par une analyse du discours officiel tenu par la radio, François Ponchaud décrypte les buts poursuivis par la révolution, l'organisation de la nouvelle société, la formation idéologique du peuple, la création d'une nouvelle culture. Il situe cette révolution dans le contexte historico-social qui l'a vue naître, ainsi que dans l'histoire personnelle de ses leaders.

### Travaux
Longtemps vicaire général de la préfecture apostolique de Kampong Cham (l’Église du Cambodge est divisée en trois circonscriptions : le vicariat apostolique de Phnom Penh et les préfectures apostoliques de Battambang et Kompong Cham), François Ponchaud vit dans une petite paroisse rurale et se partage entre ses activités spirituelles et culturelles. 
Il traduit la Bible en khmer. Il conçoit également des ouvrages de catéchèse et de vulgarisation destinés à accompagner la formation spirituelle et intellectuelle des Cambodgiens en insistant sur la compréhension des symboles et des mythes de base ainsi que sur la connaissance de l’histoire. Dubitatif vis-à-vis des campagnes de conversion pratiquées par les Églises évangéliques, il travaille à l'approfondissement du dialogue interreligieux et fonde son travail spirituel sur une approche respectueuse du bouddhisme.
En 2013, il obtient la nationalité cambodgienne.

### Mort
François Ponchaud meurt le 17 janvier 2025 à Lauris dans le Vaucluse (Maison de retraite des Missions étrangères de Paris), où il était retiré depuis son retour en France en 2021.

## Publications
- Cambodge, année zéro, Julliard, 1977 (ISBN 2-260-00055-X) ; Kailash, 1998  (ISBN 2-84268-031-6)

Prix Emmanuel-André-You 1978 de l’Académie des sciences d’outre-mer
- La Cathédrale de la rizière : 450 ans d’histoire de l’Église au Cambodge, Fayard, 1990 (ISBN 2-86679-069-3)

Prix Emmanuel-André-You 1990 de l’Académie des sciences d’outre-mer
- Dominique Luken-Roze (préf. François Ponchaud), Cambodge : Vers de nouvelles tragédies ?, L'Harmattan, 2005 (ISBN 978-2-7475-9239-0)
- Une brève histoire du Cambodge, Éditions Siloë, 2007 (ISBN 978-2-84231-417-0)
- L'Impertinent du Cambodge : Entretiens avec Dane Cuypers, Éditions Magellan & Cie, 2013 (ISBN 978-2-35074-238-0)